# Collegium Juvenum
Collegium Juvenum (łac. collegium „zgromadzenie”, juvenum „młodzież”) – mieszany chór szkolny działający dawniej przy II Liceum Ogólnokształcącym im. Konstantego Ildefonsa Gałczyńskiego i Gimnazjum nr 2 w Olsztynie.
Collegium Juvenum współpracuje z mieszkającymi w Olsztynie artystami – wiolonczelistką Larisą Strelita-Strele oraz skrzypkiem i kompozytorem Valerijsem Ivanovsem (członkami Nordic Symphony Orchestra), a także Aronem Blumem – gitarzystą basowym, improwizatorem, kompozytorem muzyki teatralnej, autorem projektów „Tehilim” i „Chesed” łączących dawne melodie żydowskie  ze współczesną improwizacją.
Repertuar zespołu jest różnorodny. Składają się na niego utwory o tematyce świeckiej i sakralnej z różnych epok, które chórzyści wykonują w języku polskim, łacińskim, angielskim, ukraińskim, starocerkiewnosłowiańskim, hebrajskim, francuskim oraz południowoafrykańskich językach khosa i zulu.

## Historia
Zespół powstał w 2004 z inicjatywy Joanny Muśko, która od samego początku pełni funkcję dyrygenta i opiekuna chóru. W ciągu kilku lat działalności chór koncertował ponad 200 razy – uświetniał wszystkie szkolne akademie, brał udział w oficjalnych miejskich i kuratoryjnych uroczystościach, licznych konkursach, koncertach i festiwalach zdobywając nagrody, specjalne wyróżnienia i najwyższe miejsca na szczeblu wojewódzkim, ogólnopolskim i międzynarodowym.
W 2008 chór przyjął swoje pierwsze jednolite stroje. Głosy męskie występują w czarnych garniturach i czarnych koszulach, natomiast głosy żeńskie w lawendowych spódnicach i czarnych bluzkach.
We wrześniu 2011 r. wydana została debiutancka płyta pt. „Fratres”, a w grudniu 2011 został zarejestrowany w Studio Koncertowym Polskiego Radia Olsztyn godzinny koncert „Collegium Juvenum na święta”, wyemitowany olsztyńskim w Radio 23 i 25 grudnia 2011 roku.
W maju 2012 roku chór dokonał prawykonania kompozycji Valerijsa Ivanovsa pt. Cleopatra” oraz Psalmu 130 w języku hebrajskim w aranżacji Arona Bluma i Joanny Muśko.

## Osiągnięcia
- 2005:
  - Wojewódzkie Przesłuchania w ramach XXV Ogólnopolskiego Konkursu Chórów a Capella Dzieci i Młodzieży – wyróżnienie
- 2006:
  - Wojewódzkie Przesłuchania w ramach XXVI Ogólnopolskiego Konkursu Chórów a Capella Dzieci i Młodzieży – III miejsce
- 2007:
  - VI Międzynarodowy Festiwal Muzyki Chóralnej im. Feliksa Nowowiejskiego – tytuł laureata i specjalne wyróżnienie[1]
  - Wojewódzkie Przesłuchania w ramach XXVII Ogólnopolskiego Konkursu Chórów a Capella Dzieci i Młodzieży – II miejsce
  - III Festiwal Chórów i Orkiestr Dętych „O Warmio moja miła” – nagroda specjalna Marszałka województwa warmińsko-mazurskiego[2]
- 2008:
  - Wojewódzkie Przesłuchania w ramach XXVIII Ogólnopolskiego Konkursu Chórów a Capella Dzieci i Młodzieży – I miejsce
  - XXVIII Ogólnopolski Konkurs Chórów a Cappella Dzieci i Młodzieży – Złoty Kamerton[3]
  - XXVIII Ogólnopolski Konkurs Chórów a Cappella Dzieci i Młodzieży – nagroda specjalna dyrektora bydgoskiego oddziału Telewizji Polskiej[3]
  - IV Festiwal Chórów i Orkiestr Dętych „O Warmio moja miła” – Grand Prix[2]
- 2010:
  - Wojewódzkie Przesłuchania w ramach XXX Ogólnopolskiego Konkursu Chórów a Capella Dzieci i Młodzieży – I miejsce
  - IX Międzynarodowy Festiwal Muzyki Chóralnej im. Feliksa Nowowiejskiego – Brązowy Dyplom[4]
  - VI Festiwal „O Warmio moja miła” Feliksa Nowowiejskiego – I miejsce, Puchar i nagroda Wojewody Warmińsko-Mazurskiego[5]
  - VI Festiwal „O Warmio moja miła” Feliksa Nowowiejskiego – Nagroda Prezydenta Miasta Olsztyna za najlepsze wykonanie „Hymnu Warmińskiego” Feliksa Nowowiejskiego[5]
- 2011:
  - X Międzynarodowy Festiwal Muzyki Chóralnej im. Feliksa Nowowiejskiego – Srebrny Dyplom[6]
  - VII Festiwal „O Warmio moja miła” Feliksa Nowowiejskiego - Grand Prix[7]
  - VII Festiwal „O Warmio moja miła” Feliksa Nowowiejskiego - Nagroda Prezydenta Miasta Olsztyn[7]
  - VII Festiwal „O Warmio moja miła” Feliksa Nowowiejskiego - Puchar Zarządu Głównego Polskiego Związku Chórów i Orkiestr w Warszawie[7]
  - II Krakowski Międzynarodowy Festiwal Chóralny „Cracovia Cantas” - II miejsce w kategorii „Chóry młodzieżowe”[8]
  - II Krakowski Międzynarodowy Festiwal Chóralny „Cracovia Cantas” - III miejsce w kategorii „Muzyka Popularna, Ludowa, Gospel, Spirituals i Styl Barbershop”[8]
- 2012
  - 1 Gdański Międzynarodowy Festiwal Chóralny
    - Srebrny Dyplom w kategorii chórów dziecięcych i młodzieżowych
    - Brązowy Dyplom w kategorii chórów kameralnych

  - 43 Ogólnopolski Turniej Chórów Legnica Cantat 2012
    - Brązowy Dyplom

  - XI Międzynarodowy Festiwal Muzyki Chóralnej im. Feliksa Nowowiejskiego w Barczewie
    - Srebrny Dyplom

  - 40 International Festival of Songs Olomouc 2012
    - Złoty Medal w kategorii „Sacred and Clerical Music (chóry młodzieżowe i dorosłe)”
    - Złoty Medal w kategorii „Spiritual, Gospel, Pop (chóry młodzieżowe i dorosłe)”
    - Srebrny Medal w kategorii „Youth choirs up to 19 years of age (SATB)”
- 2013
  - MUNDUS CANTAT SOPOT 2013
    - Grand Prix – nagroda główna festiwalu[9]
    - Złoty dyplom w kategorii „Spirituals, Gospel, Jazz”[9]
    - Złoty dyplom w kategorii „Muzyka świecka i ludowa”[9]
    - Złoty dyplom w kategorii „Muzyka sakralna”[9]
    - Nagroda indywidualna dla dyrygent Joanny Muśko[9]
    - Grand Prix przyznane przez nieoficjalne jury złożone z dyrygentów – słuchaczy Podyplomowych Studiów Chórmistrzowskich na Akademii Muzycznej w Bydgoszczy[9]
- 2014
  - Concours Européen de Chant Choral Luxembourg 201
    - Pierwsza Nagroda Europejska
    - Trofeum ufundowane przez Municipality of Rambrouch
    - Nagroda pieniężna ufundowana przez Union St Pie X.

  - X Międzynarodowy Festiwal Chóralny Varsovia Cantat
    - II miejsce w kategorii Chórów Młodzieżowych
- 2015
  - XXXIV Międzynarodowy Festiwal Muzyki Cerkiewnej „Hajnówka 2015″
    - II miejsce w kategorii chórów dziecięcych i młodzieżowych

  - XIV Międzynarodowy festiwal chóralny im. F. Nowowiejskiejskiego w Barczewie
    - Złoty Dyplom
    - Nagroda specjalna za najlepiej wykonany utwór inspirowany folklorem

  - XI Festiwal „O Warmio moja miła” Feliksa Nowowiejskiego
    - Grand Prix Prezydenta Miasta Olsztyna
    - Nagroda Specjalna Warmińsko-Mazurskiego Kuratora Oświaty
    - Nagroda Specjalna Dyrektora Generalnego Olsztyńskiej Szkoły Wyższej

## Zarząd chóru
W chórze funkcjonuje grupa chórzystów, na których, poza śpiewem, ciążą również obowiązki pozaartystyczne. Prezesem chóru (od 2013 r.) jest Andrzej Wódkiewicz (absolwent II LO w Olsztynie). Solistami chóru są: Magdalena Kozakiewicz (absolwentka II LO w Olsztynie), Patrycja Rutkowicz (uczennica II LO w Olsztynie), Paweł Kupracz (absolwent II LO w Olsztynie), Agata Domalewska (uczennica I LO w Olsztynie), Karolina Rubas (uczennica II LO w Olsztynie), Joanna Kowalska (uczennica I LO w Olsztynie), Kamil Kolendo (absolwent II LO w Olsztynie) oraz Adrian Milewski (uczeń Gimnazjum nr 2 w Olsztynie). Instrumenty perkusyjne - Karolina Korycka (uczennica Gimnazjum nr 2 w Olsztynie), Kamil Kolendo (uczeń II LO w Olsztynie) oraz Klaudia Szyszka i Jacek Kozłowski (absolwenci Gimnazjum nr 2 w Olsztynie).

## Dyskografia
Fratres – CD - 2011 (wydanie własne)
Lista utworów:
1. Hymn Warmiński - Feliks Nowowiejski
2. Gaude Mater Polonia - Wincenty z Kielczy, opr. Teofil Klonowski
3. Gaudeamus Igitur - Anonim
4. Przestrach na złe sprawy ludzkiego żywota - Anonim
5. Psalm XXIX - Mikołaj Gomółka
6. Parce Domine - Feliks Nowowiejski
7. The crown of roses - Piotr Czajkowski
8. Psalm 133 - Michaił Ippolitow Iwanow
9. Bohorodice Diewo, radujsia - Oleg Chodosko
10. Ave Regina Caelorum - Tadeusz Paciorkiewicz
11. Pastorale e Notturno - Henryk Czyż
12. A w niedzielę raniusieńko - Romuald Twardowski
13. Szczedryk - Mykola Lenukowycz
14. Joshua fit the battle of Jericho - trad. negro spirituals
15. Everybody sing freedom - trad. negro spirituals
16. Witness - arr. Jack Halloran
17. O let us sing - Marvin Curtis
18. Hallo Django - Ulrich Fuhre
19. Hlohonolofatsa - arr. Andrew St. Hilaire
20. Siyahamba - trad. afryk.